# Sam Bush

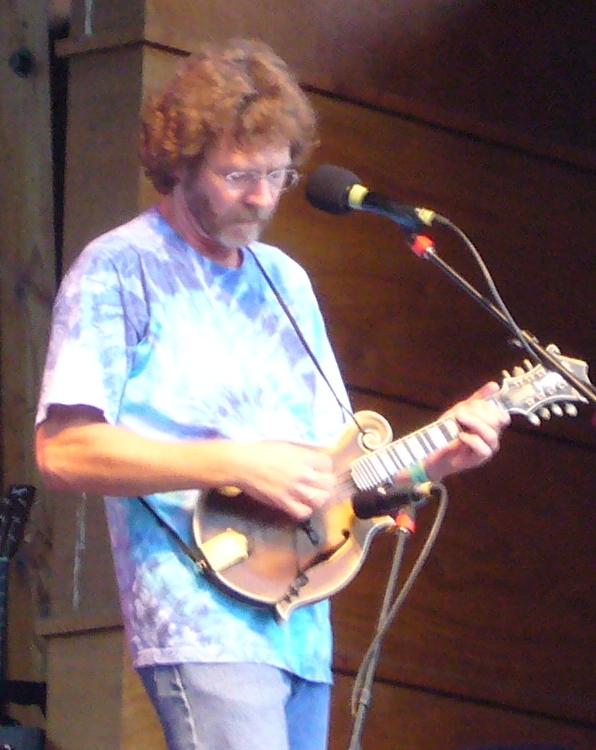
Sam Bush im Juni 2006

Sam Bush (* 13. April 1952 in Bowling Green (Kentucky)) ist ein US-amerikanischer Bluegrass-Musiker. Sam Bush spielt Mandoline, Geige, Gitarre, Banjo und singt. Von 1971 bis 1989 gehörte er der von ihm mitbegründeten Band New Grass Revival an. 1985 veröffentlichte Sam Bush sein erstes Solo-Album. Er zählt zur Weltspitze der Mandolinenspieler und gilt als einer der Mitbegründer des Telluride Bluegrass Festivals, das seit 1973 jährlich im Juni in Telluride (Colorado) stattfindet. Aufgrund seines jährlichen Auftritts dort wird Sam Bush in der Bluegrass-Szene auch „King of Telluride“ genannt. Sam Bush spielt eine modifizierte Gibson F-5 Mandoline von 1937, genannt „Hoss“.

## Diskografie

### Alben
- 1995: Late As Usual (Rounder Records)
- 1996: Glamour & Grits (Sugar Hill Records)
- 1998: Howlin’ At The Moon (Sugar Hill Records)
- 2000: Ice Caps: Peaks Of Telluride (Sugar Hill Records)
- 2003: Hold On, We’re Strummin’ (Acoustic Disc)
- 2004: King Of My World (Sugar Hill Records)
- 2006: Laps In Seven (Sugar Hill Records)
- 2009: Circles Around Me (Sugar Hill Records)
- 2016: Storyman (Sugar Hill Records)

### Videoalben
- 2007: On the Road (Sugar Hill Records)

## Auszeichnungen
- 1990, 1991, 1992, 2007:  International Bluegrass Music Association Award als „Mandolin Player of the Year“